# 海子沟乡
海子沟乡，是中华人民共和国青海省西宁市湟中区下辖的一个乡镇级行政单位。

## 行政区划
海子沟乡下辖以下地区：
中庄村、阿滩村、普通村、陶家村、甘沟村、东沟村、总堡村、景家庄村、万家坪村、水滩村、杨库托村、王家庄村、沟脑村、海南庄村、古城沟村、东沟脑村、黑沟村、松家沟村、顾家岭村、薛姓庄村和大有山村。